# Jizan (vùng)
Vùng Jizan (tiếng Ả Rập: جيزان Jizān) là vùng nhỏ thứ hai của Ả Rập Xê Út (sau Al Bahah). Vùng trải dài 300 km dọc bờ biển phía nam biển Đỏ, nằm ngay phía bắc của Yemen (giáp các vùng Sa'dah và Hajjah). Vùng Jizan có diện tích 11.671 km², dân số là 1.365.110 theo điều tra vào năm 2010 (kết quả sơ bộ). Đây là vùng có mật độ dân số cao nhất trong vương quốc. Thủ phủ là thành phố Jizan.
Vùng có 100 hòn đảo trên biển Đỏ. Khoảng 34% các gia đình công dân tại Jazan sống trong nghèo khổ. Quần đảo Farasan là khu bảo tồn đầu tiên của Ả Rập Xê Út, là nơi sinh sống của loài linh dương gazelle Ả rập, và trong mùa đông có chim di cư đến từ châu Âu.
Vùng được chia thành ba phần: Dãy núi Al-Sarawat trong nội địa có độ cao khoảng 3.000 m; vùng rừng Alhazoun có các khu rừng bị đứt quãng do những bãi cỏ sum suê; các đồng bằng là nơi trồng cà phê, ngũ cốc (lúa mạch, kê, lúa mì) và cây ăn quả (táo, chuối, xoài, đu đủ, mận và cam chanh). Mặc dù khí hậu trên vùng cao của Jizan tương tự khí hậu tương đối ẩm ướt của 'Asir, song vùng bờ biển của vùng Jazan là bộ phận của Tihamah, có lẽ là nơi nóng nhất trong nước với nhiệt độ cao nhất trung bình là từ 40 °C vào tháng 7 đến 31 °C vào tháng 1. Lượng mưa cực kỳ thấp, ở mức dưới 75 mm mỗi năm.
Vùng được chia thành 14 tỉnh:
| Tên              | Tiếng Ả Rập  | Dân số 2004 | Dân số 2010 |
| ---------------- | ------------ | ----------- | ----------- |
| Abu Arish        | أبو عريش     | 123.943     | 197.112     |
| Alddair          | الدائر       | 49.239      | 59.494      |
| Alddarb          | الدرب        | 52.062      | 69.134      |
| Ahad Almasarihah | أحد المسارحة | 70.038      | 110.710     |
| Alaridah         | العارضة      | 62.841      | 76.705      |
| Alaydabi         | العيدابي     | 52.515      | 60.799      |
| Alharth          | الحرث        | 47.073      | 18.586      |
| Alraith          | الريث        | 13.406      | 18.961      |
| Baish            | بيش          | 58.269      | 77.442      |
| Damad            | ضمد          | 62.366      | 71.601      |
| Farasan          | فرسان        | 13.962      | 17.999      |
| Jizan            | جازان        | 255.340     | 157.536     |
| Sabya            | صبياء        | 198.086     | 228.375     |
| Samtah           | صامطة        | 128.447     | 201.656     |
| Tổng cộng        |              | 1.187.587   | 1.365.110   |